# 沢原為綱

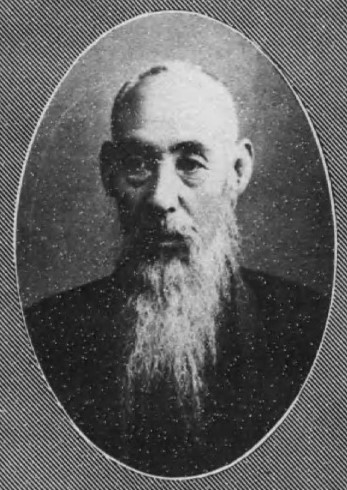
沢原為綱

沢原 為綱（澤原 爲綱、さわはら ためもと、1839年8月27日〈天保10年7月19日〉 - 1923年〈大正12年〉4月8日）は、日本の公共事業家、政治家、広島県多額納税者。貴族院多額納税者議員。崇徳銀行頭取。広島県農工銀行取締役。族籍は広島県平民。

## 経歴
安芸国安芸郡荘山田村（現・広島県呉市）の人である。農業を営む。広島県農工銀行の創立に関与する。1878年（明治11年）、安芸郡長に任ぜられる。ほか、同郡所得税調査委員などを務めた。
1890年（明治23年）、広島県多額納税者として貴族院議員に互選され、同年9月29日から1897年（明治30年）9月28日まで在任した。貴族院在任中、大阪築港、小樽築港、広島市の上水道敷設などに尽力した。

## 人物
浄土真宗を信仰した。長男の俊雄に家督を譲ると身を閑静の地に置き、悠々仏門に入る。住所は呉市荘山田。

## 家族・親族
澤原家

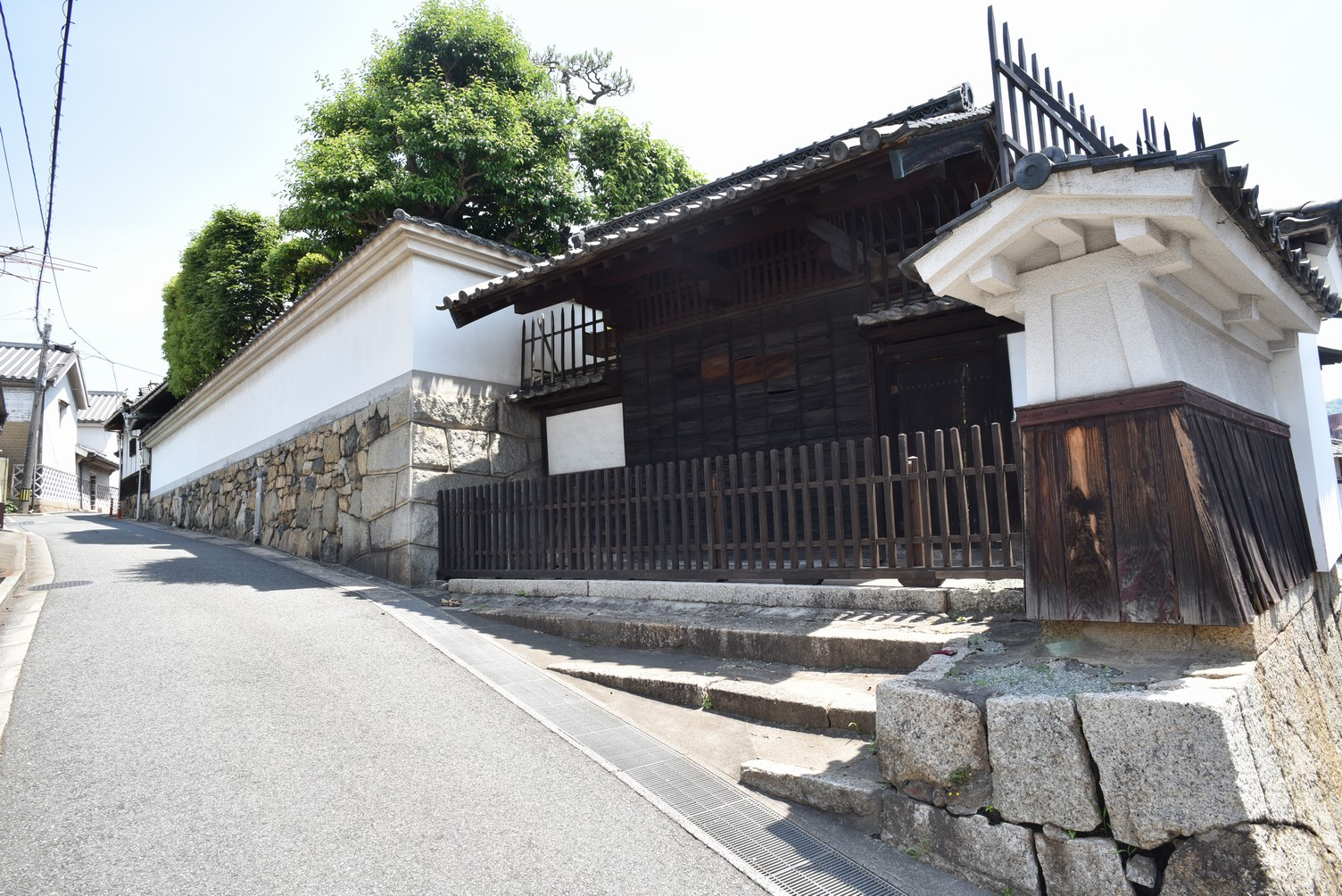
旧澤原家住宅

- 妻・コト（1843年 - 1922年、宮原弥次郎の二女）[6]
- 長男・俊雄（1865年 - 1942年、商業、農業、貸地貸金業、呉市長、貴族院議員、広島県多額納税者[8][10]、大地主） - 住所は呉、胡町[8]、荘山田村[10]。
- 孫・亮吉（1888年 - ?）[10]